# Edmond Polchlopek
Edmond Polchlopek est un coureur cycliste professionnel français et concepteur de vélos. Il est décédé à l'âge de 70 ans.

## Carrière professionnelle
Polchlopek fut coureur cycliste professionnel de 1961 à 1964 dans les équipes Rochet-Margnat et Margnat Paloma. En 1985, il fut encore champion du monde vétéran sur un vélo conçu par lui-même[réf. nécessaire].

## Concepteur de vélo
Avant même que l'aérodynamisme ne joue un rôle prépondérant dans la conception des vélos, Polchlopek utilisa pour ses vélos des tubes en acier aux formes aplaties. Fabriqués par Gautier Troussel à Longueville, leur résistance à la traction était alors deux fois plus importante que ceux produits par le concurrent Reynolds[réf. nécessaire].

## Le plateau Polchlopek
Dans la lignée de nombreux inventeurs depuis les années 1890,, il développa un plateau de forme elliptique, couramment dénommé plateau Polchlopek. Commercialisé en 1978, la forme ovoïde du plateau a pour but de diminuer le bras de levier aux points hauts et bas, permettant un passage plus rapide de ces points morts et augmentant le bras de levier dans la phase de puissance du membre inférieur.
Une étude basée sur un modèle mathématique a montré que le plateau Polchlopek a été développé intuitivement assez proche de la forme optimale.
Malgré plusieurs modèles de plateaux ovales lancés depuis les années 1990, ses avantages réels sont toujours âprement discutés. Son usage est toujours d'actualité et il est notamment utilisé par plusieurs champions, mais il ne s'est pas généralisé parmi les coureurs cyclistes professionnels.